# La duquesa de Benamejí (pel·lícula)
La duquesa de Benamejí és una pel·lícula espanyola de 1949 dirigida per Luis Lucía sobre l'obra de teatre homónima escrita per Manuel i Antonio Machado.

## Argument
En un camí de Sierra Morena uns bandolers assalten la diligència en què viatja la duquessa de Benamejí, a la qual segresten, però el cap de la partida Lorenzo, és un antic conegut de la duquessa des que eren nens. Sorgeix entre ells un romanç que desperta la gelosia de Rocío, una gitana que conviu amb els bandits i que estima Lorenzo. Mentrestant, el marquès de Peñaflores, cosí de a duquessa i de la que està n’enamorat, persegueix els bandolers per rescatar-la. Rocío en venjança revela al marquès el refugi de Lorenzo i els seus homes i, aprofitant el tumult de la lluita, mata a la duquessa. La seva mort provocarà un canvi d'actitud tant en Lorenzo com en Peñaflores.

## Repartiment
- Amparo Rivelles
- Jorge Mistral

I per ordre alfabètic
- Manuel Aguilera
- Fernando Aguirre
- Valeriano Andrés com a Teniente
- Mariano Asquerino
- Francisco Bernal
- Irene Caba Alba
- Julia Caba Alba
- Benito Cobeña
- Alfonso de Córdoba
- Carlos Díaz de Mendoza
- Eduardo Fajardo
- Félix Fernandez
- Manuel Guitián
- Casimiro Hurtado
- José Jaspe
- Manuel Luna
- Juana Mansó
- Ángel Martinez
- Arturo Marín
- Miguel Pastor
- Manuel Requena
- Antonio Riquelme
- Domingo Rivas

## Producció
Va ser una pel·lícula de gran èxit en la seva estrena. Els papers de la duquessa i la gitana els encarna Amparo Rivelles. Els trucs que va idear el director Luis Lucía per enfrontar en la pantalla als personatges que encarnava la mateixa actriu van causar molta sorpresa. No sols es miraven cara a cara, sinó que s'entrecreuaven en el pla sense que es percebés el truc, admirant-se de la semblança, que era com mirar-se en un mirall disfressada d'una altra cosa. El censor va exigir que es tornés a escriure el guió per castigar més obertament els bandits.